# Harreveld (havezate)

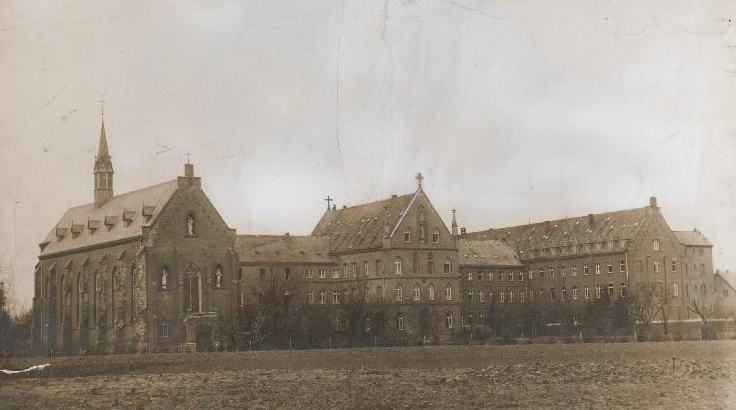
Harreveld op een foto uit ca. 1900

Harreveld is een voormalige, nooit als dusdanig erkende, havezate in de gemeente Oost Gelre, in  de Nederlandse provincie Gelderland. De havezate lag ten zuidwesten van de plaats Lichtenvoorde en zuidelijk van het Lichtenvoordse kerkdorp Zieuwent in het gelijknamige kerkdorp Harreveld.
Op de plaats van de voormalige havezate is thans een instelling voor intensieve jeugdzorg gevestigd. Het huis Harreveld werd vooral bekend als de woonplaats - tussen 1789 en 1799 - van de Freule van Dorth.

## Geschiedenis
Het is onbekend wanneer Harreveld precies ontstaan is, de oudste vermeldingen van een huis stammen uit het jaar 1200. Oude benamingen voor de havezate Harreveld waren: Herveld, Harveld, Harvelt, Hervelde, Herveld en Herfelde. Als leen van het Huis Bergh werd het ook aangeduid als ‘De hoff toe Dieterding’. Na de middeleeuwen kreeg Harreveld de status van havezate, aangesloten bij de Ridderschap van Borculo. Vanaf 1616 bij de Ridderschap van Zutphen van het Kwartier van Zutphen.
Harreveld was volgens het familiearchief Van Randwijck, waarin de rechten omschreven staan, de facto een hoge heerlijkheid. Voor zover bekend is nooit gebruikgemaakt van het bijbehorende halsrecht. Harreveld werd als havezate en heerlijkheid niet erkend door de heren van Lichtenvoorde. Er werden hierom veel en langdurig processen gevoerd.
Op 16 mei 1888 brandde de kerk na een blikseminslag (op het muurwerk van de toren na)
volkomen af. Door de sloop van het klooster, een brand op 14 januari 1948 en uitgebreide verbouwingen, herinnert nog maar weinig aan de oude havezate. Het voormalige terrein van de havezate is vandaag de dag nog herkenbaar op de plattegrond van Harreveld doordat de oude gracht nog altijd op dezelfde plaats gesitueerd is.

### Heren van Bronckhorst
Omstreeks 1397 kwam Lichtenvoorde (en daarmee de havezate Harreveld en Zieuwent) in handen van de heren van Bronckhorst en maakte het deel uit van de heerlijkheid Borculo.
De leenheerschappij van de Heerlijkheid Lichtenvoorde werd in 1406 door Gisbert II aan het prinsbisdom Münster opgedragen. Tot 1428 was dit een leengoed van de heren van Steinfurt. De heren van Bergh gaven daarna het huis en goed Harreveld in leen uit.

### Beleningen van hetHuis Bergh, 16e tot en met de 18e eeuw
In het register van het leenaktenboek van Van Schilfgaarde wordt het huys ind guet to Herfelde voor het eerst beleend aan Aliit, vrouw van Evert van Diepenbroeck, in 1428.
Vervolgens wordt de havezate beleend aan de families Van Middachten, Van Raesfelt, Van Reede, Van Randwijk en Bentinck.
In 1791 worden hiermee beleend Gerrit Jurrien Adriaen Adolph baron van Dorth, heer van Holthuysen, en zijn bekende zuster Johanna Magdalena Catharina Judith baronesse van Dorth, kanunnikes van het stift Gevelsberg.
Dr. Johan Joseph Sylvester van Raesveld te Boeckholt (de oprichter en directeur IJzergieterij Vulcaansoord bij Terborg) verwerft, na executoriale verkoop op 22 november 1802 de havezate. Daarvoor was in 1798 de inboedel al geveild. Deze ondernemer liet in 1819 op zijn terrein ook de korenmolen Hermien bouwen.

### 19e en 20e eeuw
Als gevolg van de Kulturkampf onder Otto von Bismarck, werden veel kloosterlingen uit het koninkrijk Pruisen verdreven, In 1875 betrokken paters van de orde der franciscanen uit Pruisen het huis in het Gelderse Harreveld. Vanaf dat moment deed het huis dienst als klooster.
In Pruisen was namelijk bij decreet van 31 mei 1875 bepaald dat alleen kloosterorden die in de verpleging werkten in Duitsland mochten blijven. In 1882 kwam er een gymnasium. Klooster en school bleken snel te klein, zodat de paters uiteindelijk in 1909 naar Vlodrop in Limburg vertrokken. Pater Wenzeslaus Straussfeld was tot 1903 rector van Harreveld.
In 1911 nam de St. Vincentiusvereniging het klooster in Harreveld in gebruik. Deze vereniging had zich het lot van de verwaarloosde jeugd aangetrokken en bouwde het klooster om tot internaat, het opvoedingsgesticht Harreveld in Lichtenvoorde.
In 1970 werd Harreveld overgedragen aan de Fentrop Stichting, die in 1991 een gesloten afdeling bouwde. Sindsdien heeft een gedeelte van jongerenhuis Harreveld officieel de status van justitiële jeugdinrichting.
Aalst · Aardenburg · Acquoy · Aerdt · Agistaldaburg · Ahof · Aldenhaag · Aller · Ambe · Ammersoyen · Ampsen · Andelst · Angeroyen · Appelburg · Appelse walburg · Appeltern · Arler · Baak · Babberich · Baer · Baerle · Bakerbosch · Balgoij · Barlham · Batenburg · Beek · Beerenclaauw · Bemmel · Bevervoorde · Bergh · Biljoen · Bingerden · Blankenborg (Laren) · Blankenborg · Blauwe Huis · Blokhuis (Ravenswaaij) · Boelenham · Boetselaersborg · Borculo · Boswaai · Brakel · Den Brakel · Den Bramel · Bredevoort · Broekhuizen · Bronkhorst · Bruchem · Bruinhorst · Brunsberg · Bulkestein · Bunswaard · Burcht van Tiel · Buren · De Buurse · Byland · Byvanck · Caetshage · Camphuysen · De Cannenburch · de Cloese · Coldenhove · Culemborg · Dedinckweerd · Delwijnen · Didam · Diepenbroek · Hof te Dieren · Huis Dijck · Dikke Tinne · Doddendaal · Dodewaard · Doornenburg · Doornik · Doorwerth · Dooyenburg · Dorth · Doseburg · Drakenburg · Dreumel · Druten · Duivelshuis · Eerbeek · De Ehze · Elburg · Eldrik · Emmerik · Engelenburg · Groot Engelenburg · Engelrode · Enghuizen · Enspijk · De Essenburgh · Essenpas · Est · Fokkinck · Gameren · Geerestein · Geldermalsen · De Gelderse Toren · Geldersweerd · Gellicum · Gendt · Gennepestein · Glindhorst · Goudenstein · ‘s-Grevenhoef · Groot Hell · Groenlo · Groesbeek · Huis te Groesbeek · Grunsfoort · Gulden Spijker · Hackfort · Hackforts Veenhuis · Hagen · Hagevoort · Hamerden · Hanepol · Harreveld · Harslo · Hassink · Het Haveke · Hedel · Heeckeren · De Heegh · Hees · De Heest · Hellouw · Hemmen · Hernen · Motte van Hernen · Heumen · Heusden · Hoekelum · Hoekenburg · De Hoeve · De Hof · Hof d'Ooy · Hof van Arkel · Huis het Holt · Holthuis · Het Holtslag · Ter Horst · Houberg · St. Hubertus · Huissen · Hulhuizen · Hulkestein · Hulsen · Hunneschans bij De Duno · Hunneschans bij Uddel · Jonker Bloo · 't Joppe · De Kamp · Karssenberg · Kemnade · Keppel · Kermestein · Kernhem · Kervel · Kiefskamp · De Kinkelenburg · Klein Enghuizen · Kleverburg · Kortenhoeve · Laag Helbergen · Lakenburg · Landfort · Langen · Latenstein · De Lathmer · Lathum · Ter Lede · Leegpoel · Leemcuyl · Leeuwen · Leeuwenbergh · Lensenburg · Lent · Leur · Leuvenum · Leyenburg · Lichtenvoorde · Lievenstein · Loenen · Loevestein · Loil · Loowaard · Luynhorst · Hof te Maasbommel · Magerhorst · Malburgen · Malderburcht · Malsen · Manhorst · Marhulsen · De Marsch · Marveld · Mathena · Maurik · Medel · Medestein · 't Medler · Meinerswijk · De Mellard · Mensink · Mergelp · Meteren · 't Meyerink · Middachten · Millingen · Mussenberg · Nagelhorst · Nederhagen · Nederhemert · Neerijnen · Huis Neerijnen · De Nesch · Nettelhorst · Nieuwe Blokhuis ·  Nijburg · Nijenbeek · Old Putten · Notenstein · Nye Huis · Olde Spijker · Oldenaller · Oldenhof (Driel) · Oldenhof (Heteren) · De Ooij · Oolde · Oud Oolde · Oosterhout · Ophemert · Opijnen · Oud Ampsen · Oude Blokhuis · Het Oude Loo · Oude Voorst · Oudenborch · Oud-Wisch · Huis te Overasselt · Overeng · Overhagen · Overlaar · 't Oye · Palmestein · De Parck · Persingen · Plekenpol · Ploen · Pluimenburg · Poederoijen · Poelwijck · Poelwijk · De Pol (Dreumel) · Huis de Poll (Huis te Gietelo) · De Poll (Huissen) · Pollenbering · Pollenstein · Puttenstein · Het Raasink · Ravenhorst · De Rees · Ressen · Reuversweerd · Reygersfoort · Rhijnestein · Huis Rijswijk · Rode Toren · Roode Wald · Rosande · Rosendael · Rossum · Rumpt · Ruurlo · Rijsselt · Schadewijk · Schaffelaar · Scherpenzeel · Schoonbroek · Schoonderbeek · Schoonenburg · Schuilenburg · Schuilkerke · Hof te Seelbeek · Sevenaer I · Sevenaer II · Sinderen (Oude IJsselstreek) · Sinderen (Voorst) · Slangenburg · Sleeburg · Slimsijp · De Snor · Soelen · Spaansweerd · Spaldorp · Spijk · Staverden · Sterkenburg · Swanepol · Tarthorst · Teisterbant (Kerk-Avezaath) · Teisterbant (Kerkdriel) · Ter Dicke · Tolhuis · Tolhuis (Tiel) · Tollenburg · Tongerlo · Toren van Wely · Tuil · Ubbergen · Uilenburg (Ewijk) · Uilenburg (Heteren) · Ulenpas · Ulft · Upladen · Valburg · Valkhofburcht · Valkhofpalts · Vanenburg · Varik · Hof te Varsseveld · 't Velde · Velhorst · Verwolde · Vierakker · De Voorst · Voorstonden · Vorden · Vosbergen · Vredenburg · Vredestein (Driel) · Vredestein (Ravenswaaij) · Vuren · Waardenburg · Waddestein · Wadenoijen · Waede · Wageningen · Walfort · 't Waliën · De Wardt · Watergoor · Watermeerwijk · Wayenstein (Huis te Herwijnen) · Well (Huis van Malsen) · Weijenrade · Westenburg · Westerholt · Weurt · De Wiersse · Wijenburg (Echteld) · De Wildenborch · De Wildt · Wilp · Wilperhorst · Winssen · Wisch · Wychen · Wolfswaard · Woolbeek · Yrst · IJzendoorn · Zeeland · Zilveren Spijker · Zuilichem · Zwaluwenburg · Zwanenburg (Heerde) · Zwanenburg (Megchelen)